# زبرجدی سیر
زبرجدی سیر (Viridian) یک پرده از رنگ سبز است. این رنگ از اکسید کروم(III) گرفته می‌شود و اشباعی متوسط و رنگی سیر دارد.
زبرجدی سیر مایه‌هایی از آبی نشان می‌دهد اما بیشتر سبز است تا آبی.
رنگ آن به رنگ زبرجد ماننده‌است اما تیره‌تر از آن است.